# Mbaye Ndiaye (homme politique)
Pour les articles homonymes, voir Mbaye Ndiaye et Ndiaye.
Mbaye Ndiaye est un homme politique sénégalais, ministre de l'Intérieur du Gouvernement Mbaye jusqu'au 29 octobre 2012, puis ministre d'État sans portefeuille, auprès du président de la République.
Ancien cadre de la Société nationale d'électricité du Sénégal (Sénélec) et membre du Parti démocratique sénégalais, il devient maire du quartier populaire dakarois des Parcelles Assainies en 2001. Il s'oppose à l'éviction de Macky Sall de l'Assemblée nationale par son parti, et le quitte en 2008, perdant son siège et ses avantages, pour fonder avec lui l'Alliance pour la République, dont il devient directeur des structures. Abdoulaye Wade lui retire également, le 29 octobre 2008, par un décret présidentiel, ses fonctions de maire.
Grâce à lui, l'APR parvient à s'implanter rapidement dans le pays et en particulier à Dakar.  
Bon connaisseur du processus électoral sénégalais et fin stratège, il est nommé ministre de l'Intérieur après la victoire de Macky Sall et succède ainsi à Ousmane Alioune Ngom. Une série de prises de positions hasardeuses et la mauvaise gestion de la manifestation des thiantacounes le 22 octobre 2012 entraîne la perte de son portefeuille lors du remaniement gouvernemental du 29 octobre. Il est nommé ministre d'État auprès du président de la République le lendemain.